# Lypha liturata
Lypha liturata là một loài ruồi trong họ Tachinidae.